# Hestia
Hestia er arnens gudinde i græsk mytologi. Da hun er ældste barn af Kronos og Rhea, var hun også den, Kronos åd først. Efter at Zeus tvang Kronos til at kaste sine børn op igen, var Hestia den sidste, der kom op. Hun er derfor både hans ældste og yngste datter. Afbildet som skulptur bærer hun slør, og har en kedel som sin attribut.
På latin blev hun kaldt Vesta og var ophav til Vestakulten.

## Arnens gudinde
Hun blev tilbedt som den ældste af gudinderne på Olympen. Ifølge en overlevering gav hendes bror Zeus tilladelse til, at hun blev dyrket i alle templer, uanset hvilke guder, de ellers var viet til - selv om Hestia som indbegrebet af hjemmets tryghed og familiens lune skød havde et tempel i alle græske byer. Som det fremgår af hendes navn, beskyttede hun hestia (= ilden på hjemmets arne). Ilden måtte aldrig slukkes, så gudinden altid var til stede. I Prytaneum, der var centrum for det offentlige liv, stod altid et alter for Hestia, hvor byens ild brændte uophørligt, og hvor fremmede besøgende blev modtaget. Ild fra Hestias alter blev givet til krigere, før de drog i felten. Også ved oraklet i Delfi blev hun dyrket. Hele Grækenlands hestia brændte ved siden af Delfis omfalos; den sten, der symboliserede hele verdens navle.
Ifølge en hymne til hendes ære, hældte man ved sammenkomster sød vin ud som et offer til Hestia både først og sidst.  Ved ofringer var hun den første, man påkaldte, og den første del af offeret var hendes andel. Når en ny græsk koloni skulle oprettes, fik emigranterne ild med fra hjembyens arne, når de sejlede ud i Magna Graecia.

## Den evige jomfru
Både Hestias bror Poseidon og hendes brorsøn Apollon skal have gjort tilnærmelser til hende. Hun flygtede, og da de tog forfølgelsen op, kastede hun sig for Zeus' fødder, og aflagde derefter - med en hånd på hans hoved - ed på altid at forblive jomfru. Ligesom Athene og Artemis indgik Hestia aldrig seksuelle forbindelser.